# Amelia Gray Hamlin
Amelia Gray Hamlin (Los Angeles, 13 de junho de 2001), conhecida profissionalmente como Amelia Gray, é uma modelo americana .

## Biografia
Amelia Gray Hamlin nasceu em 13 de junho de 2001 em Los Angeles, Califórnia, filha do ator Harry Hamlin e da atriz Lisa Rinna . 
Ela tem uma irmã mais velha, Delilah Belle, e um meio-irmão paterno mais velho, Dimitri Alexander. 
Hamlin fez sua primeira aparição na televisão em um episódio de Harry Loves Lisa .

## Carreira
Ela começou sua carreira como personalidade da televisão em The Real Housewives of Beverly Hills e Rachel & the TreeSchoolers . 
Hamlin queria ser modelo desde criança. A estreia na passarela foi para Dennis Basso Primavera/Verão 2018, onde abriu e fechou o desfile.  Em 2019, se mudou para Nova York para estudar nutrição, mas desistiu da faculdade para focar na carreira de modelo. Amelia conta que fez uma painel dos sonhos para visualizar o futuro que sonhava na moda e fazia editoriais com amigos fotografos para ganhar potfólio
Em 2022, foi indicada ao prêmio de Modelo Revelação do Ano do models.com.
Em abril de 2023, apareceu na capa da Vogue Japão e da Harper's Bazaar França. 
Amelia apareceu em campanhas publicitárias para Vivienne Westwood, Miu Miu, Courreges, H&M, Givenchy, Versace, Hugo Boss e no desfile de retomada da Victoria's Secret .  Em 2023, fez 23 desfiles. 
Em 2024, foi presença marcante nas passarelas internacionais. Ela desfilou nas principais semanas de moda e entre as grifes para as quais trabalhou estão Chanel, Miu Miu, Versace e Max Mara. Além disso, participou do desfile de alta-costura da Jean Paul Gaultier em Paris. Além disso, foi indicada ao prêmio de Modelo do Ano do models.com e entrou no TOP50 modelos do famoso site.